# Elachertus metallicus
Elachertus metallicus är en stekelart som beskrevs av Howard 1897. Elachertus metallicus ingår i släktet Elachertus och familjen finglanssteklar. Inga underarter finns listade i Catalogue of Life.